# Saale (schip, 1886)
De SS Saale (1886–1901) of J.L. Luckenbach (1901–1922) of Princess (1922–1923) of Madison (1923–1924) was een passagiersschip.
Het schip behoorde toe aan rederij Norddeutscher Lloyd en bediende de lijn Bremen - Southampton - New York.

## De Hobokenbrand
Op 30 juni 1900 lag de Saale samen met de Kaiser Wilhelm der Grosse, de Main en de Bremen aangemeerd in Hoboken te New Jersey.
Toen katoenbalen die op de kade gestapeld waren vlamvatten vloog het vuur over naar het schip. De passagiers van het bovenste dek konden in het water van de Hudson springen. De personen van de lagere dekken konden niet ontsnappen omdat de patrijspoorten te smal waren. Uiteindelijk zonk de Saale nadat meer dan 200 mensen de dood vonden. Bij de berging vond men nog 99 lijken aan boord.
Door deze ramp werd de wettelijke grootte van de patrijspoorten verhoogd zodat men deze als nooduitgang kon gebruiken.

## Verder leven
Het schip werd verkocht aan Luckenback Transportation and Wrecking Co die het verbouwde en gebruikte voor goederentransport onder de naam SS J.L. Luckenbach.
Op 19 oktober 1917, tijdens de Eerste Wereldoorlog, werd het schip onder vuur genomen door de Duitse U-boot U-62. Na 3 uur kwam de Amerikaanse destroyer USS Nicholson te hulp en verdreef de U-boot.
In 1919 veranderde de eigenaars de naam van de firma naar Luckenbach Steamship Co Inc. 
In 1922 werd het schip verkocht aan Archibald M. Ostrom en herdoopt tot Princess om in 1923 herdoopt te worden tot Madison. Het schip werd ontmanteld in juni 1924 te Genua.